# Søstrup Sogn
Søstrup Sogn er et sogn i Holbæk Provsti (Roskilde Stift).
I 1800-tallet var Søstrup Sogn anneks til Sønder Jernløse Sogn. Begge sogne hørte til Merløse Herred i Holbæk Amt. Sønder Jernløse-Søstrup sognekommune blev ved kommunalreformen i 1970 indlemmet i Jernløse Kommune, der ved strukturreformen i 2007 indgik i Holbæk Kommune.
I Søstrup Sogn ligger Søstrup Kirke.
I sognet findes følgende autoriserede stednavne:
- Holløse (bebyggelse, ejerlav)
- Sasserup (bebyggelse, ejerlav)
- Springstrup (bebyggelse)
- Søstrup (bebyggelse, ejerlav)
- Søstrup Elle (bebyggelse)
- Tingtved (bebyggelse, ejerlav)
- Tingtved (bebyggelse, ejerlav)
- Tingtved-Borup (bebyggelse, ejerlav)
- Tingtved-Borup (bebyggelse, ejerlav)